# Марьинское (Московская область)
Марьинское — деревня в Ступинском районе Московской области в составе Городского поселения Михнево (до 2017 года) (до 2006 года — входила в Татариновский сельский округ). На 2016 год в Марьинском 4 улицы, 4 переулка и 2 садовых товарищества.

## Население
| 2002 | 2006 | 2010 |
| ---- | ---- | ---- |
| 23   | →23  | ↗26  |

Марьинское расположено на севере района, в 46 км от райцентра, в правом берегу реки Речица, высота центра деревни над уровнем моря — 154 м.
В деревне с XVI века существовала деревянная Покровская церковь, последнее здание которой было построено в 1781 году (после сооружения каменной использовалась как зимняя, была снесена в середине XX века). Каменная Покровская церковь строилась в 1859—1905 годах, основное здание — кирпичный четырёхстолпный пятикупольный храм в русском стиле закончено в 1890 году. Была закрыта в 1934 году, вновь действует с 1997 года, памятник архитектуры федерального значения.